# سنبلیان
سنبلیان (Hyacinthaceae)	تیره‌ای است از مارچوبه‌سانان علفی زمین‌ساقه‌ای یا پیازدار با گُل‌پوش شش‌قطعه‌ای رنگی به‌صورت جدا یا پیوسته.